# Wardija Tower

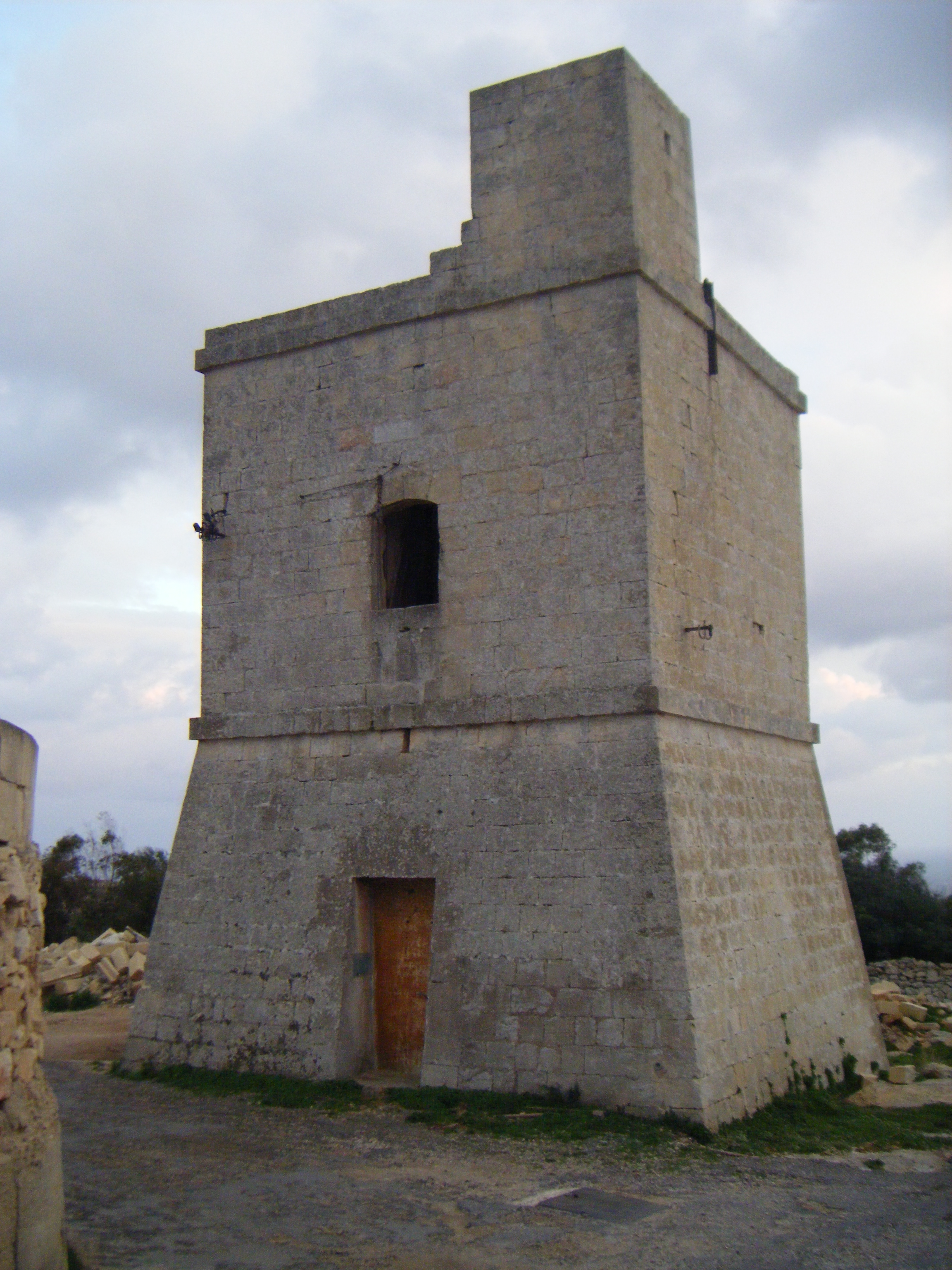
Wardija Tower

Der Wardija  Tower (maltesisch Torri tal-Wardija, italienisch Torre della Guardia di Giorno) ist eine während der Zeit der Herrschaft des Johanniterordens erbaute Befestigungsanlage auf Malta. Der Turm steht auf den Klippen an der Südwestküste der Insel Malta in der Nähe der Ortschaften Qrendi und Għar Lapsi. In unmittelbarer Nähe befinden sich die Tempel von Mnajdra und Ħaġar Qim. Der Turm überwacht einen Großteil der südwestlichen Küste, das vorgelagerte Seegebiet und die Insel Filfla.
Der Turm wurde im Juni 1659 als letzter einer Reihe von dreizehn Wachtürmen errichtet, die während der Herrschaft des Großmeisters Martin de Redin von 1657 bis 1660 erbaut worden sind. Nach ihm werden diese Türme auch als de Redin Towers bezeichnet. Im Vergleich zu den 1609 bis 1614 erbauten Wignacourt Towers hatte sich die Aufgabe dieser Türme geändert. Wesentlich kleiner gebaut und schwächer bewaffnet, dienten sie vorrangig als Beobachtungsposten, von denen bei Annäherung einer gegnerischen Flotte die Garnison in Valletta und an anderen Orten alarmiert werden sollte. Dazu waren die Türme zusammen mit den Wignacourt Towers und den Lascaris Towers auf Sichtweite zueinander angeordnet, so dass bei Tag und Nacht optische Signale übermittelt werden konnten. Der nächstgelegene Turm im Nordwesten ist der Ħamrija Tower.
Wie auch alle anderen de Redin Towers, hat der Wardija Tower einen quadratischen Grundriss. Die Seitenlänge beträgt rund 8,1 m. Der Turm hatte zwei Stockwerke, dabei hat das untere Stockwerk die Form eines Pyramidenstumpfes. Im Untergeschoss befand sich ein größerer, fensterloser Lagerraum. Der Zugang zum Turm erfolgte über eine Leiter zum Raum im ersten Geschoss.
Während der britischen Kolonialherrschaft wurden diese Türme anfänglich noch genutzt. Captain Dickens schlug 1813 vor, die Türme zu verstärken und die Küstenbefestigungen des Ordens auszubauen. Diese Pläne gelangten jedoch nicht zur Ausführung. 1828 schlug Captain Jones von den Royal Engineers den Abbruch aller Türme vor. Er begründete seinen Vorschlag damit, dass die Türme einem Beschuss mit moderner Artillerie nicht lange standhalten würden, ein Ausbau jedoch zu aufwändig wäre. Der bauliche Zustand der Türme hatte sich in den zurückliegenden Jahren verschlechtert, einige waren in einem ruinösen Zustand, andere bedurften der Instandsetzung. 1832 verfügte Colonel Morshead, Chief Royal Engineer, den Abbruch aller Türme. Letztendlich wurde von einem Abriss Abstand genommen und die vorhandenen Türme wurden an die lokalen Behörden übergeben.